# Caelorrhina concolor
Caelorrhina concolor är en skalbaggsart som beskrevs av Hope 1841. Caelorrhina concolor ingår i släktet Caelorrhina och familjen Cetoniidae. Inga underarter finns listade.